# فورمولا ئی هلدینگ
فورمولا ئی هلدینگ (انگلیسی: Formula E Holdings) شرکت هلدینگ بریتانیایی است، که در سال ۲۰۱۲ تأسیس شد.